# فالديمار سوبوتا
فالديمار سوبوتا (بالبولندية: Waldemar Sobota)‏ (19 مايو 1987 بولندا - ) هو لاعب كرة قدم بولندي، يلعب كلاعب وسط.

## روابط خارجية
- فالديمار سوبوتا على موقع قاعدة بيانات كرة القدم.إي يو (الإنجليزية)
- فالديمار سوبوتا على موقع ناشيونال فوتبول تيمز (الإنجليزية)
- فالديمار سوبوتا على موقع Soccerway.com (الإنجليزية)
- فالديمار سوبوتا على موقع عالم كرة القدم.نت (الإنجليزية)
- فالديمار سوبوتا على موقع AS.com (الإسبانية)